# Округ Комал (Тексас)
Округ Комал (енгл. Comal County) је округ у америчкој савезној држави Тексас. По попису из 2010. године број становника је 108.472.

## Демографија
Према попису становништва из 2010. у округу је живело 108.472 становника, што је 30.451 (39,0%) становника више него 2000. године.
| Група             | 2000.          | 2010.          |
| Белци             | 58.345 (74,8%) | 77.387 (71,3%) |
| Афроамериканци    | 741 (0,9%)     | 1.727 (1,6%)   |
| Азијати           | 360 (0,5%)     | 849 (0,8%)     |
| Хиспаноамериканци | 17.609 (22,6%) | 26.989 (24,9%) |
| Укупно            | 78.021         | 108.472        |